# バッド・カンパニー・アンソロジー
『バッド・カンパニー・アンソロジー』（原題：The 'Original' Bad Co. Anthology）は、バッド・カンパニーが1999年に発表したベスト・アルバム。オリジナル・メンバーにより制作されたアルバム6作からの24曲（一部の曲は別ミックス）に加えて、1970年代の未発表曲2曲、シングルB面曲3曲、1998年録音の新曲4曲も収録された。新曲のレコーディングは、1998年10月から11月にかけてサリーのブラック・バーン・スタジオでベーシック・トラックの録音が行われ、その後バンクーバーのザ・ファクトリーにおいて、ポール・ロジャースのパートの録音とミキシングが行われた。
アメリカのBillboard 200では189位に達し、『ビルボード』のメインストリーム・ロック・チャートでは新曲のうち「ヘイ・ヘイ」が15位、「ハンマー・オブ・ラヴ」が23位を記録した。
本作リリース後の1999年5月には、デイヴィッド・リー・ロス・バンドをオープニングアクトに起用してアメリカ・ツアーを開始した。ただし、バンドは当時、1986年から1994年に在籍していたボーカリストのブライアン・ハウとの間に法的な問題を抱えていたため、ツアー時のバンド名は「ジ・オリジナル・バッド・カンパニー」となった。

## 収録曲

### ディスク1
1. キャント・ゲット・イナフ - "Can't Get Enough" (Mick Ralphs) - 4:14
  - アルバム『バッド・カンパニー』（1974年）より。
2. ロック・ステディー - "Rock Steady" (Paul Rodgers) - 3:45
  - アルバム『バッド・カンパニー』より。
3. レディ・フォー・ラヴ - "Ready for Love" (M. Ralphs) - 4:58
  - アルバム『バッド・カンパニー』より。
4. バッド・カンパニー - "Bad Company" (P. Rodgers, Simon Kirke) - 4:46
  - アルバム『バッド・カンパニー』より。
5. ムーヴィン・オン - "Movin' On" (M. Ralphs) - 3:19
  - アルバム『バッド・カンパニー』収録曲のシングル・ミックス。
6. シーガル - "Seagull" (P. Rodgers, M. Ralphs) - 4:04
  - アルバム『バッド・カンパニー』より。
7. スーパースター・ウーマン - "Superstar Woman" (P. Rodgers) - 5:04
  - 未発表曲。ポール・ロジャースのソロ・アルバム『カット・ルース』（1983年）におけるセルフ・カヴァーが初出となった[4]。
8. リトル・ミス・フォーチュン - "Little Miss Fortune" (P. Rodgers) - 3:50
  - シングル「キャント・ゲット・イナフ」のB面曲。
9. グッド・ラヴィン - "Good Lovin' Gone Bad" (M. Ralphs) - 3:37
  - アルバム『ストレート・シューター』（1975年）より。
10. フィール・ライク・メイキン・ラヴ - "Feel Like Makin' Love" (P. Rodgers, M. Ralphs) - 5:11
  - アルバム『ストレート・シューター』より。
11. シューティング・スター - "Shooting Star" (P. Rodgers) - 6:16
  - アルバム『ストレート・シューター』より。
12. ディール・ウィズ・ザ・プリーチャー - "Deal with the Preacher" (P. Rodgers, M. Ralphs) - 5:01
  - アルバム『ストレート・シューター』より。
13. ワイルド・ファイアー・ウーマン - "Wild Fire Woman" (P. Rodgers, M. Ralphs) - 4:33
  - アルバム『ストレート・シューター』より。
14. イージー・オン・マイ・ソウル - "Easy on My Soul" (P. Rodgers) - 4:12
  - シングル「ムーヴィン・オン」のB面曲。
15. ウイスキー・ボトル - "Whiskey Bottle" (P. Rodgers, M. Ralphs) - 3:44
  - シングル「グッド・ラヴィン」のB面曲。

### ディスク2
1. ハニー・チャイルド - "Honey Child" (P. Rodgers, M. Ralphs, S. Kirke, Boz Burrell) - 3:16
  - アルバム『ラン・ウィズ・ザ・パック』（1976年）より。
2. ラン・ウィズ・ザ・パック - "Run with the Pack" (P. Rodgers) - 5:21
  - アルバム『ラン・ウィズ・ザ・パック』より。
3. シルヴァー・ブルー・アンド・コールド - "Silver, Blue and Gold" (P. Rodgers) - 5:03
  - アルバム『ラン・ウィズ・ザ・パック』より。
4. ドゥ・ライト・バイ・ユア・ウーマン - "Do Right by Your Woman" (P. Rodgers) - 2:51
  - アルバム『ラン・ウィズ・ザ・パック』収録曲の未発表ミックス。
5. バーニン・スカイ - "Burnin' Sky" (P. Rodgers) - 5:03
  - アルバム『バーニン・スカイ』（1977年）より。
6. ハートビート - "Heartbeat" (P. Rodgers) - 2:35
  - アルバム『バーニン・スカイ』より。
7. トゥー・バッド - "Too Bad" (M. Ralphs) - 3:51
  - アルバム『バーニン・スカイ』より。
8. スモーキン・45 - "Smokin' 45" (Peter Sinfield, B. Burrell, Tim Hinckley) - 3:33
  - 未発表曲。
9. ロックン・ロール・ファンタジー - "Rock 'n' Roll Fantasy" (P. Rodgers) - 3:18
  - アルバム『ディソレーション・エンジェル』（1979年）より。
10. イーヴル・ウィンド - "Evil Wind" (P. Rodgers) - 4:20
  - アルバム『ディソレーション・エンジェル』より。
11. オー・アトランタ - "Oh, Atlanta" (M. Ralphs) - 4:10
  - アルバム『ディソレーション・エンジェル』より。
12. リズム・マシーン - "Rhythm Machine" (S. Kirke, B. Burrell) - 3:45
  - アルバム『ディソレーション・エンジェル』より。
13. アンタイ・ザ・ノット - "Untie the Knot" (P. Rodgers, S. Kirke) - 4:08
  - アルバム『ラフ・ダイアモンド』（1982年）より。
14. ダウンヒル・ライダー - "Downhill Ryder" (P. Rodgers) - 4:13
  - アルバム『ラフ・ダイアモンド』より。
15. トラッキング・ダウン・ア・ランナウェイ - "Tracking Down a Runaway" (P. Rodgers) - 3:41
  - 新曲。
16. エイント・イット・グッド - "Ain't It Good" (M. Ralphs) - 3:08
  - 新曲。
17. ハンマー・オブ・ラヴ - "Hammer of Love" (P. Rodgers, Cynthia Kereluk) - 5:23
  - 新曲。
18. ヘイ・ヘイ - "Hey, Hey" (M. Ralphs) - 2:49
  - 新曲。

## 参加ミュージシャン
- ポール・ロジャース - ボーカル、ギター、ピアノ、ハーモニカ
- ミック・ラルフス - リードギター
- ボズ・バレル - ベース
- サイモン・カーク - ドラムス